# Forges du Plessis-Bardoult
Les forges du Plessis-Bardoult sont situées dans la commune de Pléchâtel en Ille-et-Vilaine (Bretagne), à proximité du château du Plessis-Bardoult et des landes de Bagaron.

## Historique
Le site de l'actuel haut fourneau du Plessis-Bardoult accueillait initialement un moulin à blé, connu sous le nom de Moulinet. En 1828, Anne-Marie Roland Onffroy, comte de Vérez (reconnu par Louis XVIII), un officier d'artillerie engagé dans l'armée anglaise (campagnes de Saint-Domingue), transforme ce lieu en haut fourneau à charbon de bois, alimenté en minerai de fer (hématite brune composée de 45 % de fer environ, 15 % de silice et 0,6 % de phosphore) par la minière de la Renoulais, située à 4,6 kilomètres. Dès 1830, le complexe s'agrandit avec l'ajout d'une forge simple, munie d'un feu d'affinerie et d'un feu de chaufferie, ainsi qu'un atelier pour la fonte moulée pour la fabrication de  matériels agricoles. La méthode de forge wallonne est alors adoptée. Fonctionnant continuellement pendant sept à huit mois par an, de novembre à juillet, le haut fourneau connaît une pause dans les années 1850. En 1851, lorsque les Béru en deviennent propriétaires, le fourneau cesse toute activité.
La production annuelle du fourneau, stable, se situe entre 400 et 500 tonnes. Tout au long du XIXe siècle, le haut fourneau est alimenté en minerai de fer issu de la Lande de Bagaron. La consommation de charbon de bois est de 10 000 m3 par an, provenant des forêts alentour. Avec l'émergence des forges à l'anglaise, le Plessis-Bardoult fournit de la fonte au bois aux usines modernes de Basse-Indre près de Nantes (Forges de Basse-Indre) et de La Joie près d'Hennebont (Forges d'Hennebont).
Durant cette période, les forges du Plessis-Bardoult exploitent l'énergie hydraulique provenant de l'étang voisin pour actionner la roue à augets qui alimente les soufflets du haut fourneau. En 1851, Franco fils, un maître fondeur, envisage l'installation d'une soufflerie à piston. En 1857, l'usine emploie douze personnes au fourneau, douze au traitement du minerai et trente dans la gestion forestière.
En 1872, le nouveau propriétaire Fidèle Simon fait installer une voie ferrée de 3,8 km où des chevaux tractent les wagons de minerai. Toutefois, en 1875, le fourneau doit fermer pour réparations, entraînant le licenciement des ouvriers. Il rouvre en 1876 mais ferme définitivement ses portes en 1878.

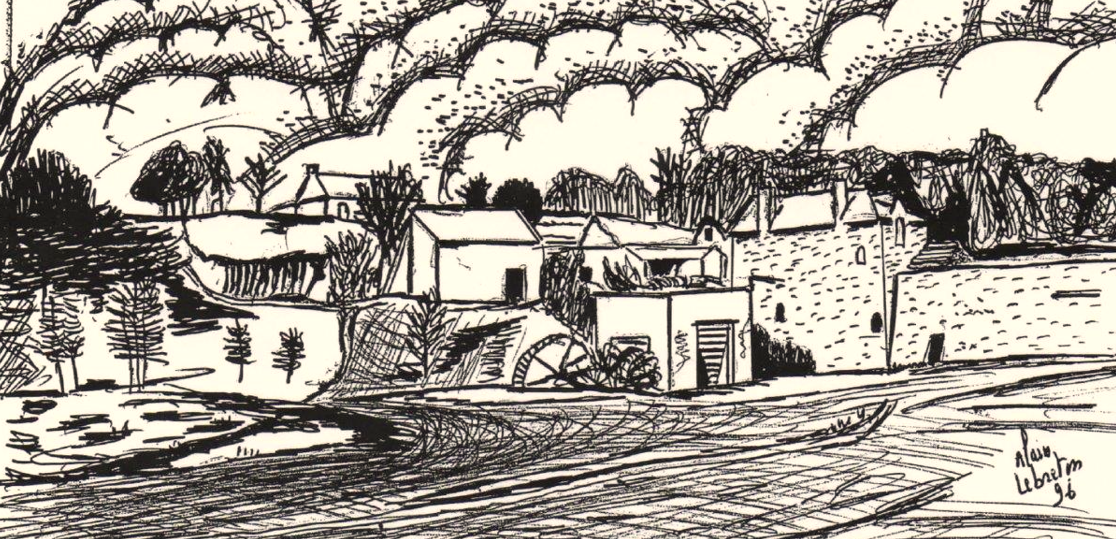
Les forges du Plessis-Bardoult - Dessin.
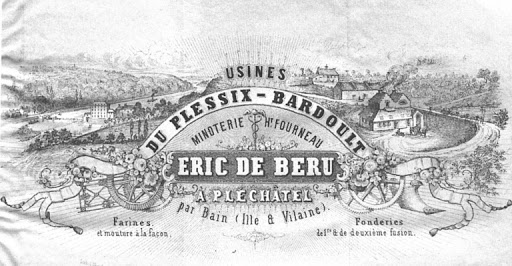
Plessis-Bardoult - Affiche forges et moulin.

## Personnalités liées aux forges du Plessis-Bardoult
- Anne-Marie Roland Onffroy de Vérez, chevalier de l'ordre royal et militaire de Saint-Louis, exilé en Jamaïque et propriétaire du Plessis-Bardoult[7].
- Jules-Henry Onffroy de Vérez, explorateur en Amérique du Sud (Chili, Pérou)[7] a passé son adolescence au château du Plessis-Bardoult.
- Pierre Richard de La Pervanchère, officier de cavalerie, propriétaire du Plessis-Bardoult (XIXe siècle) et de ses forges.
- Fidèle Simon, député de la Loire-Atlantique (1871-1893), décédé en  1911 dans sa propriété du Plessis-Bardoult[8].